# Табатінга (Амазонас)
Табатінга (порт. Tabatinga — муніципалітет в Бразилії, входить до штату Амазонас. Складова частина мезорегіону Південний захід штату Амазонас. Входить в економіко-статистичний мікрорегіон Алту-Солімойнс. Населення становить 52 272 осіб на 2010 рік . Займає площу 3 266,062 км². Щільність населення — 16,00 чол. / км².

## Географія
Безпосередньо примикає до прикордонного стику Трес-Фронтерас і колумбійського міста Летісія.

### Межі
Муніципалітет межує:
- на півночі - муніципалітет Санту-Антоніу-ду-Іса
- на сході - муніципалітет Сан-Паулу-ді-Оливенса
- на півдні - муніципалітет Бенжамін-Констант
- на заході - Колумбія

## Демографія
Згідно з відомостями, зібраними в ході перепису 2010 р Національним інститутом географії та статистики (IBGE), населення муніципалітету становить:
| Повний населення                                | Повний населення                                | Повний населення                                | Повний населення                                | 52 272 |
| ----------------------------------------------- | ----------------------------------------------- | ----------------------------------------------- | ----------------------------------------------- | ------ |
| в тому числі:                                   | Міське населення                                | 36 355                                          | Відсоток міського населення, %                  | 69,55  |
|                                                 | Сільське населення                              | 15 917                                          | Відсоток сільського населення, %                | 30,45  |
|                                                 | чоловіче населення                              | 26 359                                          | Відсоток чоловічого населення, %                | 50,43  |
|                                                 | жіноче населення                                | 25 913                                          | Відсоток жіночого населення, %                  | 49,57  |
| Щільність населення, чол / км²                  | Щільність населення, чол / км²                  | Щільність населення, чол / км²                  | Щільність населення, чол / км²                  | 16,00  |
| населення муніципалітету у % До населення штату | населення муніципалітету у % До населення штату | населення муніципалітету у % До населення штату | населення муніципалітету у % До населення штату | 1,50   |

За даними оцінки 2015 року населення муніципалітету становить 61 028 жителів.

## Найважливіші населені пункти
| №  | Населений пункт    | Населений пункт (португальська назва.) | Категорія       | Населення чол. (2010) | На карті                                                              |
| -- | ------------------ | -------------------------------------- | --------------- | --------------------- | --------------------------------------------------------------------- |
| 1  | Табатінга          | Tabatinga                              | місто           | 36 355                | 4°13′44″ пд. ш. 69°56′07″ зх. д. / 4.228879° пд. ш. 69.935318° зх. д. |
| 2  | Умаріасу           | Umariaçu                               | індіанське село | 5 196                 | 4°15′59″ пд. ш. 69°56′28″ зх. д. / 4.266284° пд. ш. 69.941025° зх. д. |
| 3  | Белен-ду-Солімойнс | Belém do Solimôes                      | індіанське село | 3 724                 | 4°02′29″ пд. ш. 69°31′32″ зх. д. / 4.041401° пд. ш. 69.525648° зх. д. |
| 4  | Бананал            | Bananal                                | індіанське село | 523                   | 3°59′18″ пд. ш. 69°25′43″ зх. д. / 3.988349° пд. ш. 69.428622° зх. д. |
| 5  | Сапотал            | Sapotal                                | індіанське село | 457                   | 4°15′59″ пд. ш. 69°31′22″ зх. д. / 4.26645° пд. ш. 69.522691° зх. д.  |
| 6  | Тауару             | Tauarú                                 | індіанське село | 432                   | 4°08′37″ пд. ш. 69°25′01″ зх. д. / 4.143698° пд. ш. 69.41683° зх. д.  |
| 7  | Пена-Прета         | Pena Preta                             | індіанське село | 363                   | 4°14′12″ пд. ш. 69°45′43″ зх. д. / 4.236793° пд. ш. 69.761985° зх. д. |
| 8  | Кражарі            | Crajari II                             | індіанське село | 330                   | 3°50′55″ пд. ш. 69°25′24″ зх. д. / 3.848622° пд. ш. 69.42344° зх. д.  |
| 9  | Палмаріс           | Palmares                               | індіанське село | 257                   | 4°00′44″ пд. ш. 69°27′55″ зх. д. / 4.01213° пд. ш. 69.465326° зх. д.  |
| 10 | Сакамбу            | Sacambu I                              | індіанське село | 255                   | 4°07′37″ пд. ш. 69°27′01″ зх. д. / 4.12698° пд. ш. 69.45021° зх. д.   |
| 11 | Боа-Нова-Оурікі    | Boa Nova Ourique                       | індіанське село | 206                   | 4°13′18″ пд. ш. 69°32′52″ зх. д. / 4.221737° пд. ш. 69.547697° зх. д. |
| 12 | Кражарі I          | Crajari I                              | індіанське село | 177                   | 3°48′33″ пд. ш. 69°25′36″ зх. д. / 3.809221° пд. ш. 69.426579° зх. д. |
| 13 | Санта-Роса         | Santa Rosa                             | індіанське село | 154                   | 4°12′56″ пд. ш. 69°41′21″ зх. д. / 4.215659° пд. ш. 69.689124° зх. д. |
| 14 | Піранья            | Piranha                                | індіанське село | 145                   | 4°02′47″ пд. ш. 69°37′40″ зх. д. / 4.046322° пд. ш. 69.62771° зх. д.  |
| 15 | Боа-Віста          | Boa Vista                              | індіанське село | 145                   | 3°47′58″ пд. ш. 69°26′11″ зх. д. / 3.799359° пд. ш. 69.436251° зх. д. |
| 16 | Нова-Есперанса     | Nova Esperança                         | індіанське село | 144                   | 4°04′15″ пд. ш. 69°33′20″ зх. д. / 4.070782° пд. ш. 69.555482° зх. д. |
| 17 | Барру-Вермелью     | Barro Vermelho                         | індіанське село | 132                   | 3°47′54″ пд. ш. 69°28′01″ зх. д. / 3.79824° пд. ш. 69.466991° зх. д.  |
| 18 | Естрела-да-Паз     | Estrela da Paz                         | індіанське село | 123                   | 4°13′01″ пд. ш. 69°34′52″ зх. д. / 4.216973° пд. ш. 69.581011° зх. д. |
| 19 | Сигана-Бранка      | Cigana Branca                          | індіанське село | 115                   | 4°05′53″ пд. ш. 69°33′51″ зх. д. / 4.097942° пд. ш. 69.564037° зх. д. |
| 20 | Монті-Синай        | Monte Sinai                            | індіанське село | 106                   | 4°10′21″ пд. ш. 69°36′38″ зх. д. / 4.172428° пд. ш. 69.610504° зх. д. |
| 21 | Баррейринья        | Barreirinha                            | індіанське село | 103                   | 3°59′44″ пд. ш. 69°44′15″ зх. д. / 3.995429° пд. ш. 69.737429° зх. д. |